# Yánnis Kalatzís
Yánnis Kalatzís (grec moderne : Γιάννης Καλατζής ; Thessalonique, 29 avril 1938  - 13 juillet 2017) est un chanteur grec, très populaire en Grèce dans les années 1960 et 1970.

## Carrière
Sa carrière débute au début des années 1960 à Thessalonique, où il fait partie du Trio Moreno. Installé à Athènes, il collabore d’abord avec le compositeur Yórgos Mitsákis (en). Sa popularité augmenta rapidement, et il collabore avec la plupart des compositeurs grecs de cette époque : Mános Loḯzos, Stávros Kouyioumtzís, Yórgos Katsarós, Mímis Pléssas, Yánnis Spanós et Tólis Voskópoulos (en). Il est également présent sur des albums enregistrés avec des chanteurs comme Georges Dalaras, Háris Alexíou, Yánnis Pários (en), Lítsa Diamánti (en) et Kóstas Smokovítis (el). Il apparaît par ailleurs dans dix films.
Dans la seconde moitié des années 1970, Kalatzís collabore avec le compositeur Níkos Karvélas (en) et en 1981 il publie un album avec des chansons de Tólis Voskópoulos.

## Chansons célèbres
- musique : Mános Loḯzos, paroles : Leftéris Papadópoulos
  - 1968 : To Palió Rolói (Το παλιό ρολόι)
  - 1969 : 
    - I Gorgóna (Η γοργόνα)
    - Delfíni, delfináki (Δελφίνι δελφινάκι)

  - 1970 : Paporáki tou Bournóva (Παποράκι του Μπουρνόβα)
  - 1971 : Paramytháki mou (Παραμυθάκι μου), du film Idiotikí mou Zoí (Ιδιωτική μου Ζωή)
  - Tzamáika (Τζαμάικα)
- musique : Stávros Kouyioumtzís, paroles : Ákos Daskalópoulos (el)
  - Ísoun oraía ótan geloúses (Ήσουν ωραία όταν γελούσες)
- musique et paroles : Stávros Kouyioumtzís
  - 1971 : Xenáki eímai kai tha ‘rtho (Ξενάκι είμαι και θα 'ρθω)
- musique : Yórgos Katsarós, paroles : Pythagoras
  - 1969 : O epipólaios (Ο επιπόλαιος)
  - 1970 : O Stamoúlis o lochías (Ο Σταμούλης ο λοχίας)
  - 1972 : Kyrá Geórgena (Κυρά Γιώργαινα)
- musique et paroles : Yórgos Mitsákis
  - An Zoúsan oi Archaíoi (Αν Ζούσαν οι Αρχαίοι)
- musique : Theodóros Derveniótis, paroles : Kóstas Vírvos (el)
  - Páre ta chryssá kleidiá (Πάρε τα χρυσά κλειδιά)